# 河野通郷
河野 通郷（こうの みちさと）は、安土桃山時代から江戸時代の武将。徳川家家臣。八王子千人同心9人の千人頭の一家。

## 略歴
天正15年（1587年）、父河野通重の跡を継ぐ。天正18年（1590年）、八王子に国替え。
天正19年（1591年）九戸政実の乱に戦い参陣。文禄元年（1592年）文禄・慶長の役にて名護屋城に2年在陣。帰陣後に八王子千人町に移る。
慶長3年（1598年）伏見城守衛の後、5月15日に死去。享年43。
子孫は八王子千人頭の10家の内の一家として幕末まで旗本として徳川幕府に仕えた。